# Penelopides affinis
Penelopides affinis е вид птица от семейство Носорогови птици (Bucerotidae).

## Разпространение
Видът е разпространен във Филипините.